# Овальная луна-рыба
Овальная луна́-ры́ба, или ранцания (лат. Ranzania laevis), — вид лучепёрых рыб из семейства луны-рыбы отряда иглобрюхообразных. Единственный вид рода Ranzania. Максимальная длина тела 1 м. Встречается в тропических, субтропических и умеренных водах всех океанов между 71 ° сев. ш. и 55 ° юж. ш.

## Ареал
Широко распространена в тропических и субтропических водах всех океанов. Изредка транзитом заходит в умеренные воды. В западной Атлантике встречается от Флориды, Бермудских островов, Мексиканского залива и Карибского моря до юга Бразилии. В восточной Атлантике обитает от Скандинавии вдоль всего побережья Африки до южной Африки. Заходит в Средиземное море. В восточной части Тихого океана обычна от прибрежья центральной Калифорнии до Чили. В Индо-Тихоокеанской области распространена вдоль восточного побережья Африки от Сомали до южной Африки, у Мадагаскара, Маврикия, у побережья Индии; на востоке от Тайваня и Китая до Австралии и Новой Зеландии; у Гавайских островов. Редко встречается в Персидском заливе.

## Биология
Морская, пелагическая, океаническая рыба, обитает на глубине от 1 до 140 м, редко заходит в прибрежные воды. Часто перемещается крупными стаями.